# Universidad de tiempo libre
Por universidad de tiempo libre (UTL) o universidad de la tercera edad o universidad para toda edad (UTE) o incluso universidad para todos (UPT) o aulas para el tiempo libre (ATL) o universidad abierta (UA) o universidad de cultura y esparcimiento (UCE) o universidad del tercer tiempo (UTT) o universidad intergeneracional (UIG), se designa a una asociación cultural local o regional, cuyos miembros o socios o participantes tienen la particularidad de tener tiempo libre (jubilados, personas laboralmente activas a tiempo parcial, rentistas, amas de casa, desocupados, etc), y que además tienen deseos de cultivarse culturalmente, y/o de compartir habilidades y destrezas, y/o de seguir cursillos o participar en talleres sobre tópicos diversos (historia, literatura, dibujo, pintura, manualidades, cestería, jardinería, cocina, baile, expresión corporal, carpintería, canto, música, psicología, relaciones humanas, relaciones internacionales, idiomas, etc), etc. Una institución de este tipo procura mejorar y estimular una superior calidad de vida de los adultos participantes, induciendo en ellos una mayor alegría de vivir, una más amplia apertura de espíritu, y un aumentado deseo de compartir y de socializar con otros, por la vía de organizar diversos cursillos de formación en distintas áreas y distintos tipos de actividades, a la par de organizar debates y mesas redondas y grupos de reflexión sobre cuestiones de actualidad y sobre problemáticas ligadas a la familia, al envejecimiento, y a los desafíos derivados del diario vivir. Si bien estas instituciones en su mayoría no tienen un elaborado y formal plan de estudios ni dispensan un diploma reconocido de capacitación, sin duda que cumplen un importante rol social y cultural : actúan como espacio de encuentro, de intercambio, y de socialización, a la par que facilitan la adquisición de destrezas y conocimientos nuevos, utilizando un lenguaje y un enfoque accesible para una mayoría de participantes, dentro de un marco o ambiente abierto, amigable, distendido, convivial, participativo, y colaborativo. Es lo que genéricamente se denomina "educación no formal de adultos" y "educación permanente de adultos".
Varios y múltiples pueden ser los propósitos que se logren conseguir y concretar a través del funcionamiento de las 'universidades de tiempo libre', y entre ellos los beneficios directos e indirectos para la salud física y mental que puedan obtener los propios participantes en este tipo de instituciones, así como los beneficios generales para la salud pública que se consigan por vía de las campañas para las mejoras de las condiciones de vida de los adultos mayores, y de las investigaciones que se puedan concretar en torno a este asunto.

## Historia

Gráfico que muestra el crecimiento de miembros en las 'Universidades de la Tercera Edad' en el Reino Unido; en abscisas, escala de tiempo (años), y en ordenadas, número de personas en miles.

Fue en 1973, bajo el impulso del profesor de derecho internacional Pierre Vellas, que la primera 'universidad de la tercera edad' fue establecida en la Université des sciences sociales de Toulouse, en Francia. El objetivo principal era el de promover entre los aultos mayores, un determinado programa de actividades que respetara las condiciones, las necesidades, y las aspiraciones propias de esta franja etaria. Iniciativas análogas se desarrollaron rápidamente, tanto en Francia como en el exterior (por ejemplo, en 1975 en Strasbourg, en 1976 en Rennes, en 1977 en Orléans, en 1978 en Annecy). Y para el otoño de 1978, existían ya alrededor de cien instituciones que llevaban el nombre « université du troisième âge » (o un nombre similar).
Al principio, en estas instituciones se trataba únicamente de acoger y contener a los adultos mayores, y de allí el término « troisième âge » muchas veces utilizado para distinguir a este tipo de instituciones. Pero durante los años 1990, se sintió la conveniencia de también atender a un grupo más amplio de personas que tuvieran tiempo libre, sin imponerle condición alguna ni en cuanto a diplomas, ni respecto a nivel de estudios o profesión, ni en cuanto a franja etaria. Y por esta ampliación de la población-meta, es que se derivaron una serie de denominaciones diversas para estas instituciones de acogida, tales como las siguientes : universidad de tiempo disponible, o de tiempo libre, o para toda edad, o del tercer tiempo, etc.
Las UTL están particularmente presentes en Europa, aunque existen en los cinco continentes, muy especialmente en Canadá y en América del Sur. Las universidades generalistas ya establecidas, en muchos casos han jugado un rol de destaque en la creación y el funcionamiento de las UTL.

## Organización
En Francia, varias diferentes formas jurídicas pueden amparar el funcionamiento de las UTL. La fórmula jurídica más usada es la association loi de 1901. Dado el interés de las universidades de tipo tradicional en las UTL, por cierto también se observa la fórmula « servicio unido a una universidad aunque con contabilidad diferenciada ». Igualmente, una estructura municipal perfectamente también puede acoger a una UTL.
Sin distinción de edad, de capacitación, o de origen, la adhesión a una UTL está abierta a todos los adultos que dispongan de tiempo libre, deseosos de enriquecer o complementar su formación, y/o simplemente deseosos de tener actividad y compartir experiencias en el plano intelectual, técnico, científico, manual, artístico, o deportivo.
El planteo de estas actividades es por lo general anual o semestral, siguiendo el usual calendario universitario, en razón del vínculo frecuente que se plantea entre las UTL y los centros de estudio, y en razón de los propios intereses de los participantes.
Las tareas administrativas y de enseñanza en las UTL en buena medida se desarrollan con apoyo de voluntarios ad honorem así como sobre la base de las propias habilidades y los propios saberes de los participantes, aunque tampoco está descartada la participación de becarios remunerados o de asalariados.
La mayoría de las UTL y de otras organizaciones similares en sus objetivos, se agruparon en el seno de la UFUTA (Union française des universités de tous âges, creada en 1981). En el año 2013, más de 70 000 participantes (alumnos) estaban ligados e intervenían en 45 centros educativos abiertos así como en 250 filiales de dichos centros, todos ellos ligados a UFUTA. Recordemos brevemente que en francés, se llama antenne universitaire a una filial de una UTL.
La UFUTA es ella misma miembro de la AIUTA (Association internationale des universités du troisième âge) creada en los años 1970 por el profesor Pierre Vallas.
Entre 1974 y 1983, y por iniciativa del profesor Pierre Vellas, también una emisión experimental fue difundida diariamente a la hora 7:45, en la longitud de onda radiofónica media de 318 metros, por Toulouse-Pyrénées, una estación regional de la Office de radiodiffusion-télévision française (O.R.T.F.), la que tuvo por título Radio-troisième âge.

## Actividades

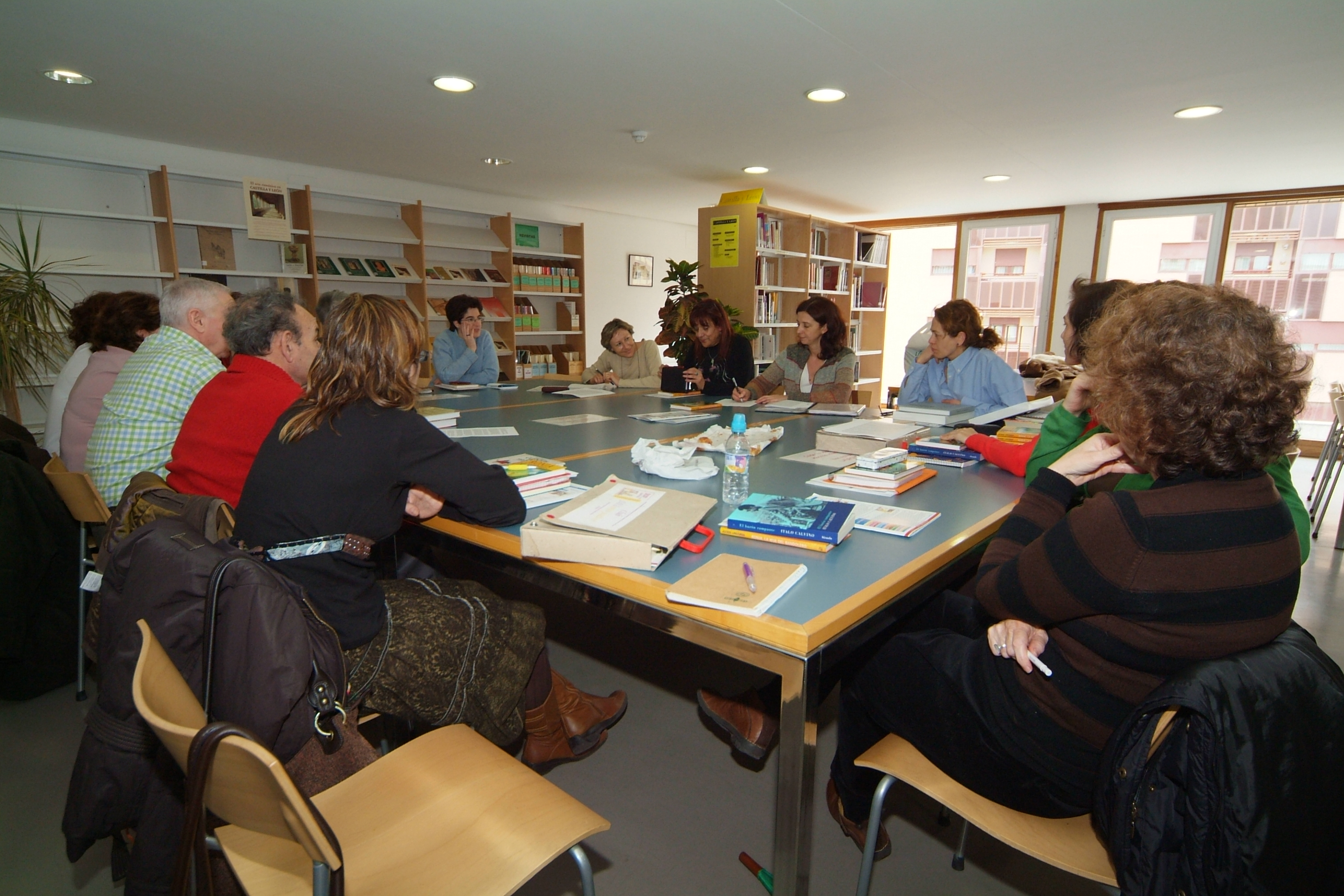
Reunión de un club de lectura.

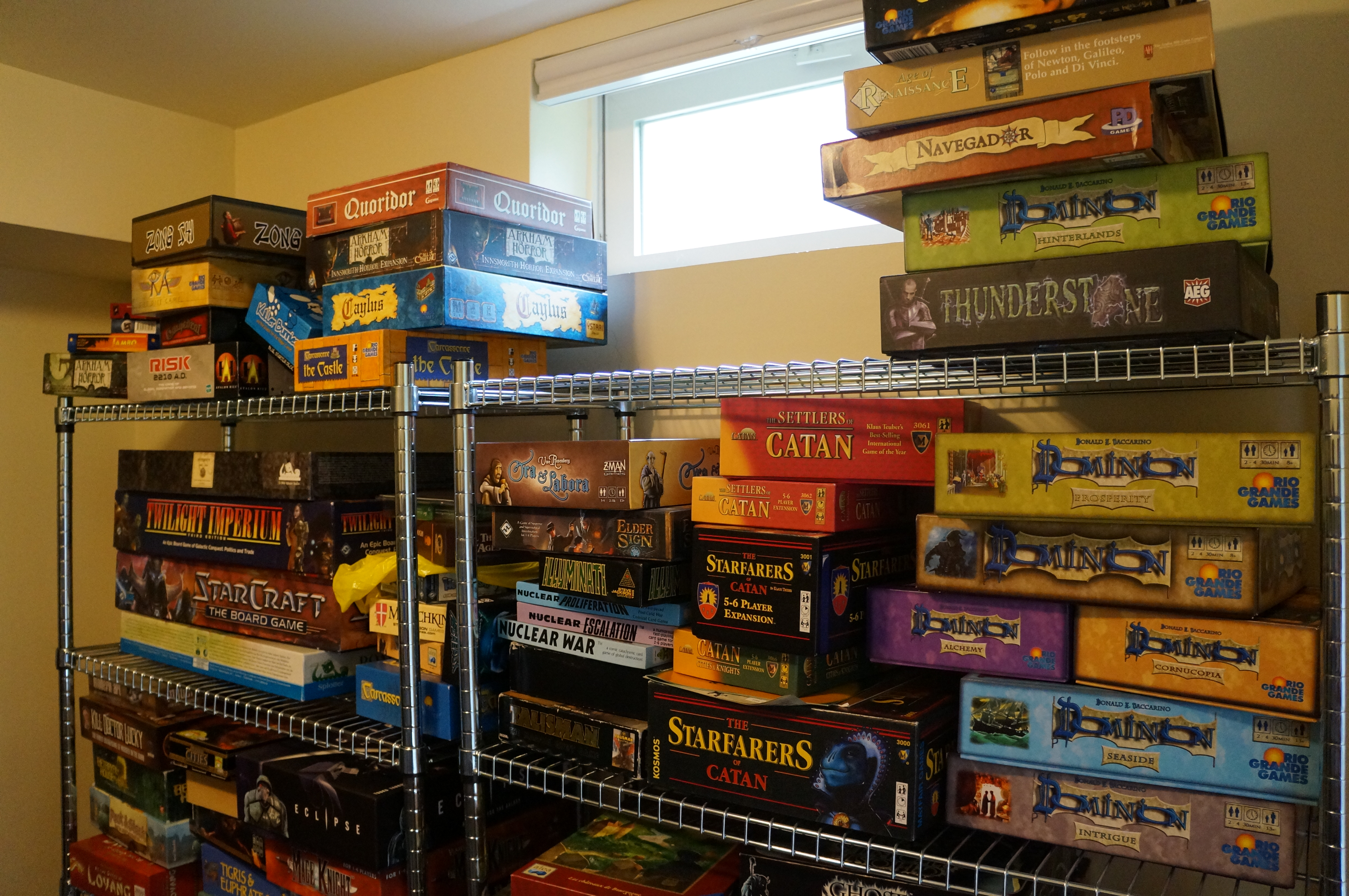
Estanterías con diversos juegos de mesa modernos.

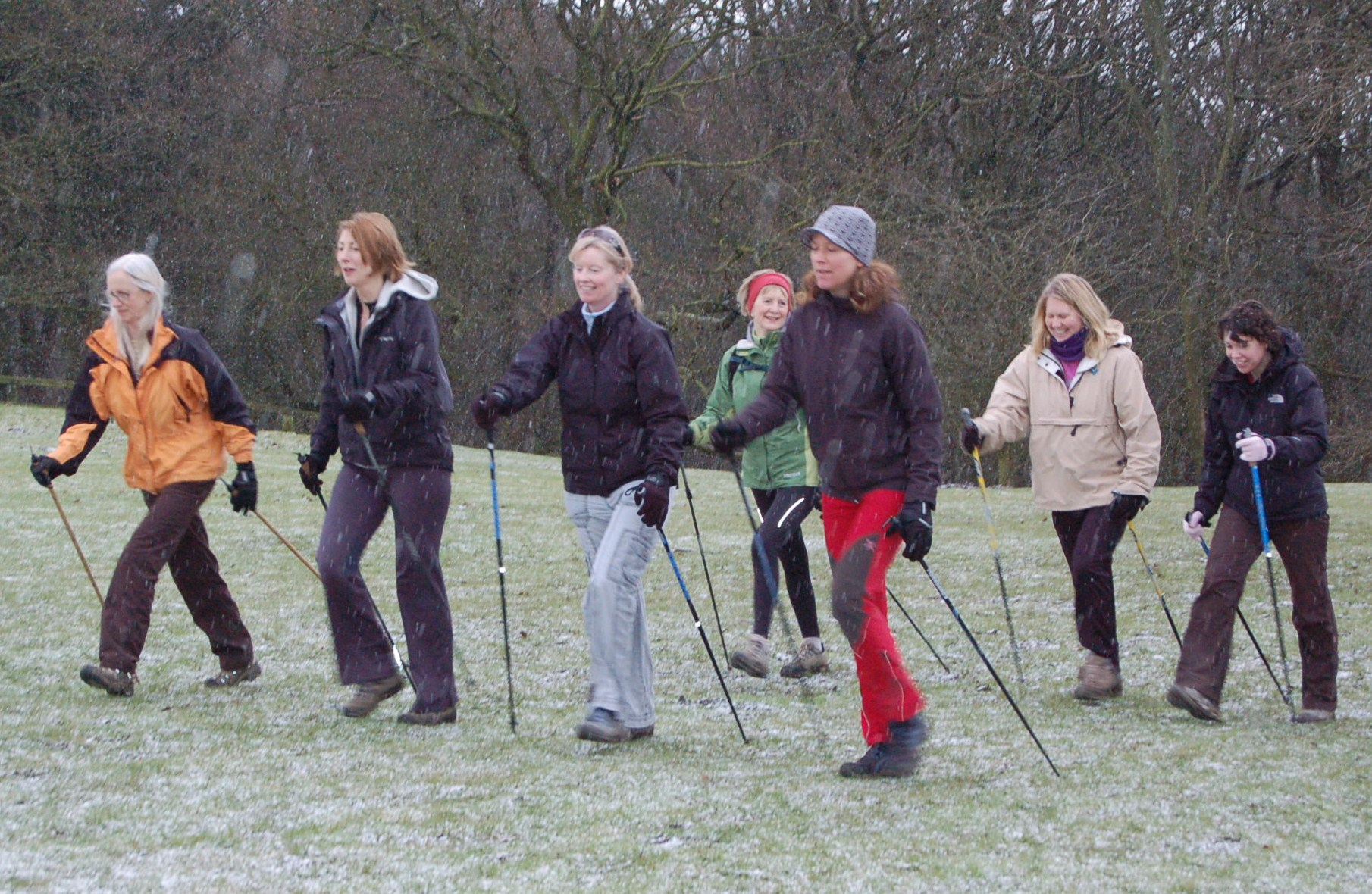
Grupo de personas practicando caminata nórdica en Inglaterra.

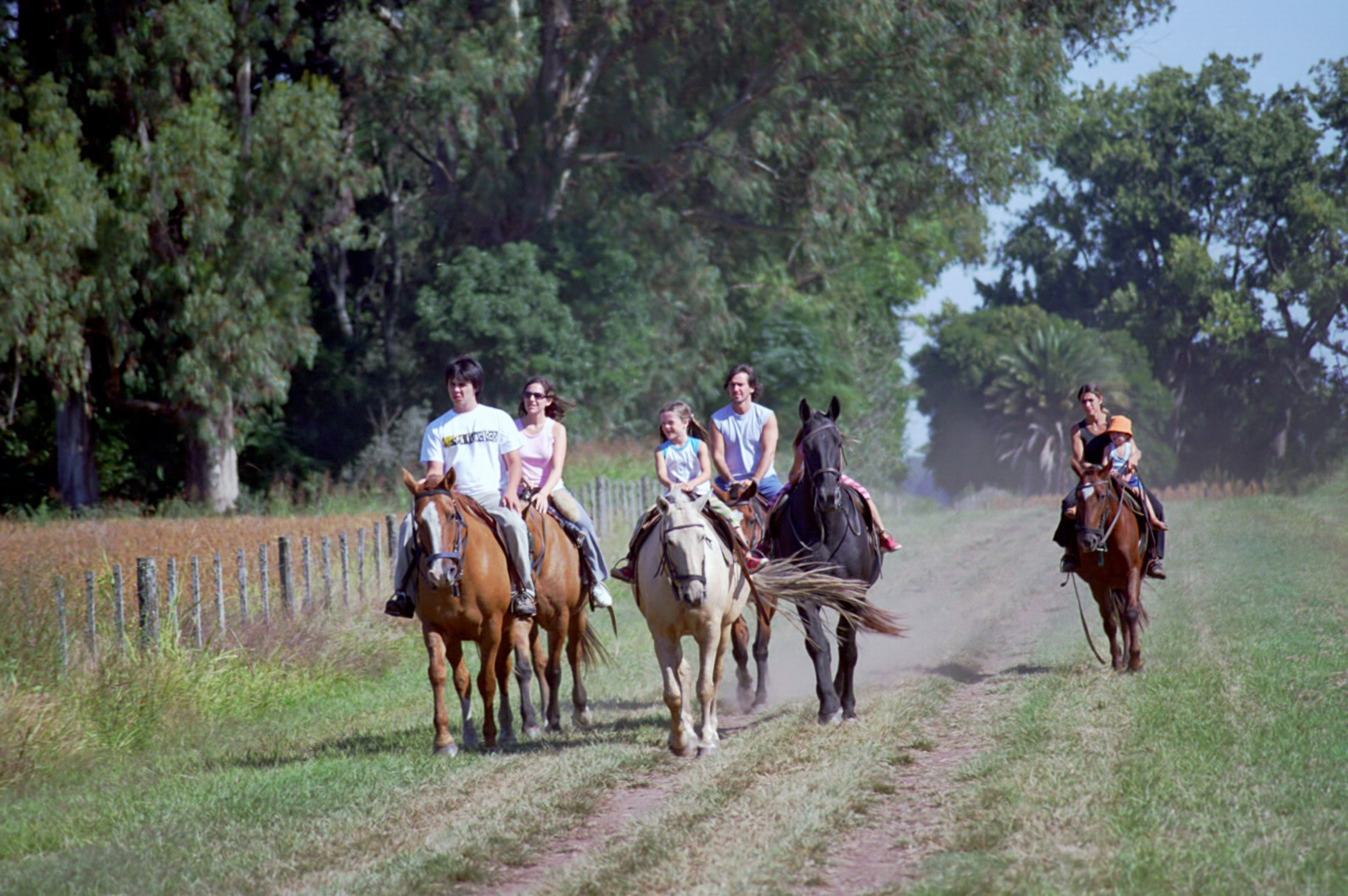
Cabalgata junto al bosque de la estancia La Oriental, en Junín, Argentina.

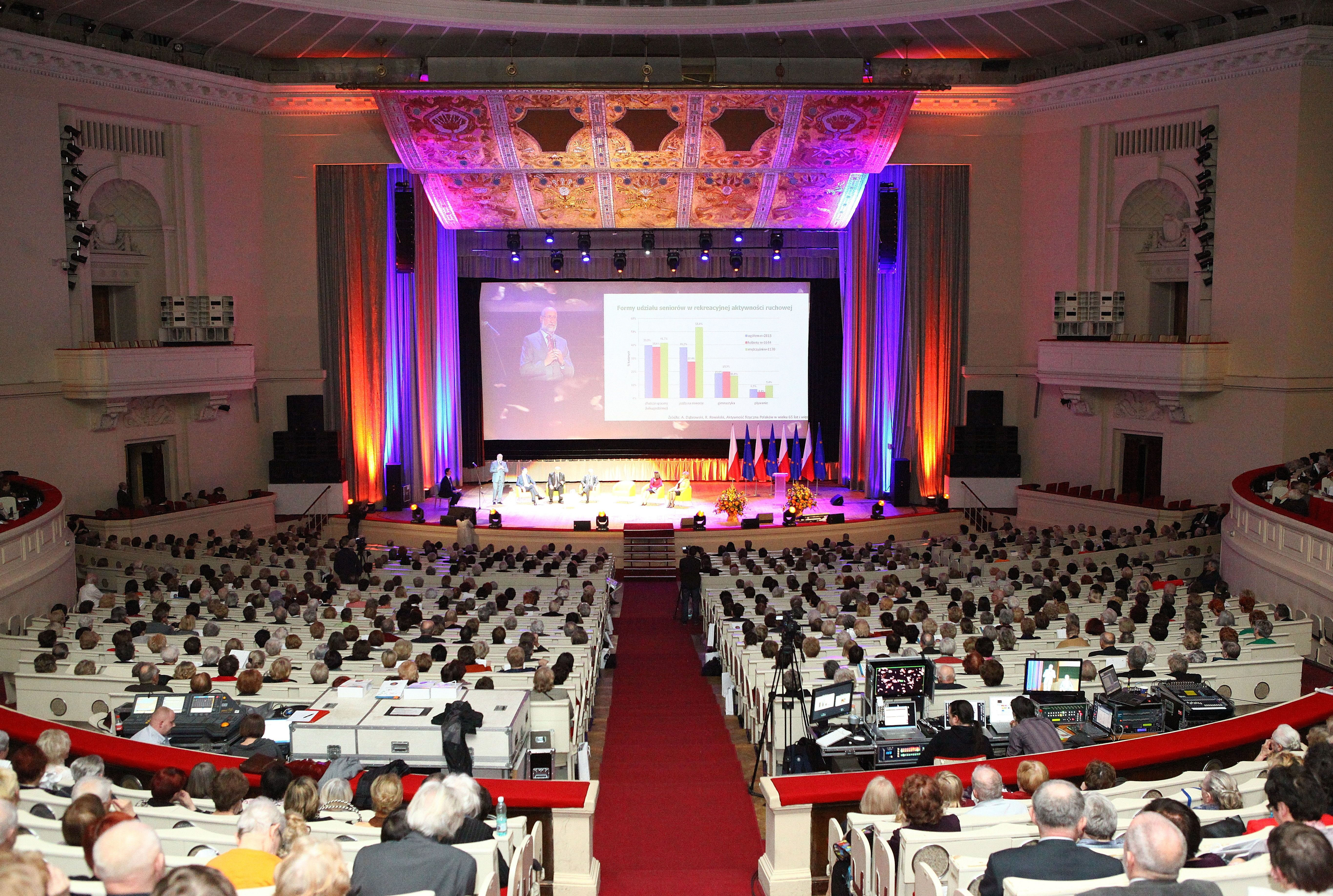
Primer Congreso de Universidades de la Tercera Edad en Varsovia, Polonia (marzo de 2012).

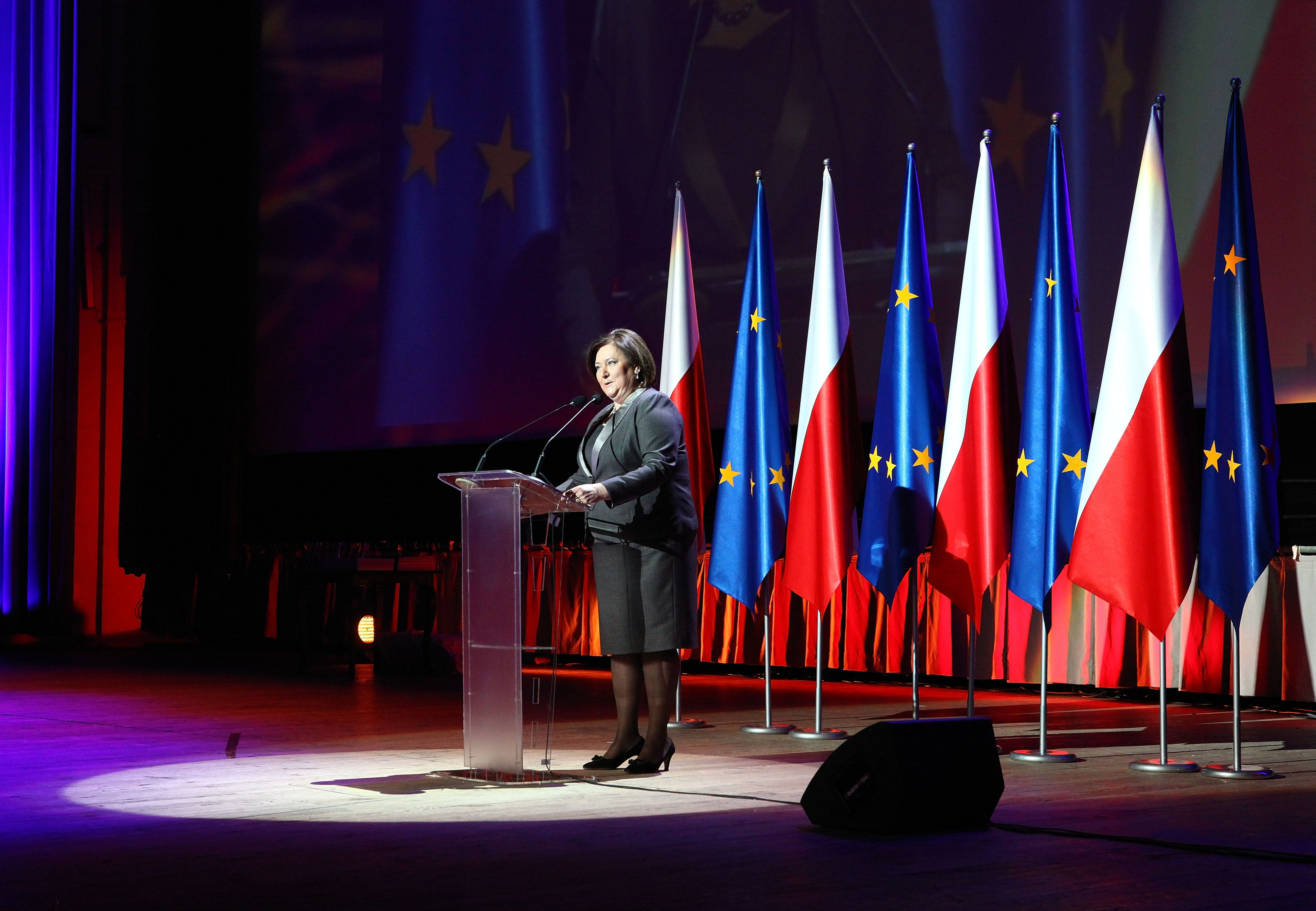
Anna Komorowska en el 'Primer Congreso de Universidades de la Tercera Edad', en Varsovia, Polonia (marzo de 2012).

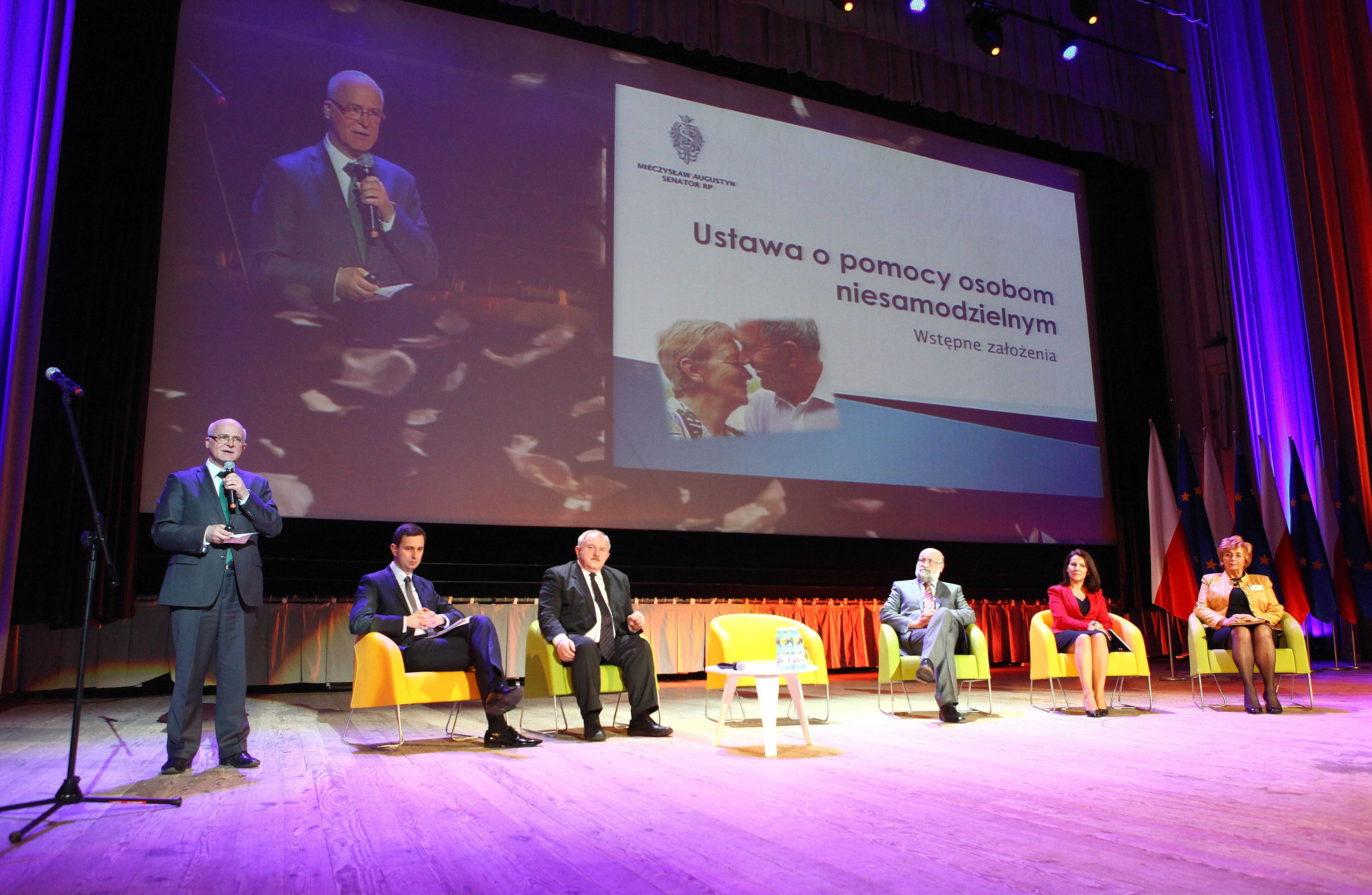
Senador Mieczysław Augustyn en el 'Primer Congreso de Universidades de la Tercera Edad', en Varsovia, Polonia (marzo de 2012).

En el gran abanico de actividades que proponen las UTL, las conferencias sobre temas diversos están entre las más frecuentes. Cada conferencia dura alrededor de una hora, y es seguida casi invariablemente por un intercambio entre el público y el conferencista, lo que también propicia el diálogo horizontal y el debate entre los propios participantes. El programa anual del año académico cubre la casi totalidad de las grandes ramas temáticas, como ser las ciencias, las letras, y las bellas artes, lo que por cierto también suele incluir música, cine, teatro, medicina y salud, historia, sociología, etc.
Con frecuencia, otras variadas actividades permiten satisfacer necesidades y deseos más puntuales y particulares de los adherentes, en los dominios culturales, intelectuales, deportivos, y otros, como por ejemplo, cursos y talleres en informática, egiptología, comunicación, historia, expresión plástica, filosofía, natación, … así como círculos de lectura, o paseos y circuitos culturales, o viajes organizados, o competencias varias (yincana, juegos de mesa), o actividades al aire libre tales como excursiones, caminatas, marchas nórdicas, senderismo, cabalgatas, …